# Чемпионат мира по фехтованию 1987
Чемпионат мира по фехтованию в 1987 году проходил с 17 по 26 июля в Лозанне (Швейцария). Среди мужчин соревнования проходили в личном и командном зачёте по фехтованию на саблях, рапирах и шпагах, среди женщин — только первенство на рапирах в личном и командном зачёте.

## Общий медальный зачёт
| Место | Страна   | Золото | Серебро | Бронза | Всего |
| ----- | -------- | ------ | ------- | ------ | ----- |
| 1     | ФРГ      | 3      | 3       | 0      | 6     |
| 2     | СССР     | 2      | 1       | 0      | 3     |
| 3     | Франция  | 1      | 1       | 2      | 4     |
| 4     | Венгрия  | 1      | 1       | 1      | 3     |
| 5     | Румыния  | 1      | 1       | 0      | 2     |
| 6     | Болгария | 0      | 1       | 0      | 1     |
| 7     | Италия   | 0      | 0       | 2      | 2     |
| 8     | Китай    | 0      | 0       | 1      | 1     |
| 8     | Куба     | 0      | 0       | 1      | 1     |
| 8     | Польша   | 0      | 0       | 1      | 1     |
| Всего | Всего    | 8      | 8       | 8      | 24    |

## Медалисты

### Мужчины
| Дисциплина                  | Золото                                                                                        | Серебро                                                                              | Бронза                                                                       |
| --------------------------- | --------------------------------------------------------------------------------------------- | ------------------------------------------------------------------------------------ | ---------------------------------------------------------------------------- |
| Шпага Личное первенство     | Фолькер Фишер                                                                                 | Андрей Шувалов                                                                       | Вильфредо Лойола                                                             |
| Шпага Командное первенство  | СССР · Игорь Тихомиров · Владимир Резниченко · Сергей Кравчук · Андрей Шувалов · Михаил Тишко | ФРГ Александр Пуш Эльмар Боррман Фолькер Фишер Томас Герулль Арнд Шмитт              | Франция · Филипп Рибу · Филипп Буасс · Эрик Среки · Жан-Мишель Анри          |
| Рапира Личное первенство    | Матиас Гей                                                                                    | Маттиас Бер                                                                          | Федерико Черви                                                               |
| Рапира Командное первенство | ФРГ Маттиас Бер Матиас Гей Клаус Райхерт Торстен Вайднер Ульрих Шрек                          | Франция · Филипп Омнес · Юсеф Осин · Патрик Грок · Патрис Лотелье                    | Венгрия · Жолт Эршек · Иштван Буса · Роберт Гатай · Иштван Селей             |
| Сабля Личное первенство     | Жан-Франсуа Ламур                                                                             | Дьёрдь Небальд                                                                       | Роберт Косцельняковский                                                      |
| Сабля Командное первенство  | СССР · Михаил Бурцев · Андрей Альшан · Георгий Погосов · Сергей Коряжкин · Сергей Миндиргасов | Болгария · Христо Этропольски · Васил Этропольски · Георгий Чомаков · Николай Матеев | Франция · Жан-Франсуа Ламур · Филипп Дельрё · Пьер Гишо · Эрве Гранже-Вейрон |

### Женщины
| Дисциплина                  | Золото                                                                                       | Серебро                                                                                        | Бронза |
| --------------------------- | -------------------------------------------------------------------------------------------- | ---------------------------------------------------------------------------------------------- | --- |
| Рапира Личное первенство    | Элисабета Гузгану                                                                            | Цита-Эва Функенхаузер                                                                          | Луань Цзюйцзе                                                                                                |
| Рапира Командное первенство | Венгрия · Жужанна Яноши-Немет · Эдит Ковач · Жужанна Сёч · Гертруд Штефанек · Каталин Тусцак | Румыния · Элисабета Гузгану · Река Лазэр · Клаудия Григореску · Джеорджета Бека · Розалия Орос | Италия · Маргерита Цалаффи · Аннапиа Гандольфи · Джованна Триллини · Дорина Ваккарони · Франческа Бортолоцци |